# Ли Хо
Ли Хо (кор. 이호?, 李浩? 22 октября 1984, Сеул, Южная Корея) — южнокорейский футболист, игравший на позиции полузащитника. Бронзовый призёр Кубка Азии 2007 года, участник чемпионата мира 2006 года.

## Карьера
Занимается футболом с 10 лет. В 2001 году проходил годичную стажировку в бразильском клубе «Крузейро», в 2002 году — в итальянском «Кьево». С 2003 по 2006 годы выступал за клуб «Ульсан Хёндэ».
За сборную Южной Кореи выступает с 2005 года. Участник чемпионата мира 2006 года, где сыграл 3 матча.
Летом 2006 года был приобретён петербургским «Зенитом», который возглавил бывший тренер сборной Южной Кореи Дик Адвокат. За «Зенит» играл редко, в основном сидел на скамейке запасных. При этом Ли Хо выиграл в 2007 году с петербуржцами чемпионат России, а в 2008 году — Кубок и Суперкубок УЕФА.
11 января 2009 года было объявлено об уходе Ли Хо из петербургской команды. В начале года он подписал контракт с южнокорейским клубом «Соннам Ильва Чунма». С 2010 года — в клубе «Аль-Айн» (ОАЭ).

## Достижения
- Чемпион Кореи: 2005
- Обладатель Суперкубка Кореи: 2006
- Чемпион России: 2007[3]
- Обладатель Суперкубка России: 2008
- Обладатель Кубка УЕФА: 2007/08
- Обладатель Суперкубка УЕФА: 2008

## Статистика

### Зенит
| Выступление      | Выступление      | Выступление      | Лига | Лига | Кубки | Кубки | Еврокубки | Еврокубки | Итого | Итого |
| Клуб             | Лига             | Сезон            | Игры | Голы | Игры  | Голы  | Игры      | Голы      | Игры  | Голы  |
| ---------------- | ---------------- | ---------------- | ---- | ---- | ----- | ----- | --------- | --------- | ----- | ----- |
| Зенит (СПб)      | Премьер-лига     | 2006             | 18   | 1    | 1     | 0     | —         | —         | 19    | 1     |
| Зенит (СПб)      | Премьер-лига     | 2007             | 0    | 0    | 4     | 0     | 2         | 0         | 6     | 0     |
| Зенит (СПб)      | Премьер-лига     | 2008             | 0    | 0    | 1     | 0     | 2         | 0         | 3     | 0     |
| Зенит (СПб)      | Итого            | Итого            | 18   | 1    | 6     | 0     | 4         | 0         | 28    | 1     |
| Всего за карьеру | Всего за карьеру | Всего за карьеру | 18   | 1    | 6     | 0     | 4         | 0         | 28    | 1     |